# Aleksandra Pachmutowa
Aleksandra Nikołajewna Pachmutowa, ros. Александра Николаевна Пахмутова (ur. 9 listopada 1929 pod Wołgogradem) – radziecka i rosyjska kompozytorka piosenek popularnych i muzyki poważnej, m.in. dla orkiestr symfonicznych.

## Życiorys
W 1943 Pachmutowa została przyjęta do szkoły muzycznej przy Państwowym Konserwatorium Moskiewskim, które ukończyła w 1953.
Wśród ponad 400 skomponowanych przez nią piosenek wymienić można np. Nadzieję (Надежда) śpiewaną przez Annę German, Puszczę Białowieską (Беловежская пуща), serię piosenek pt. Gwiazdozbiór Gagarina (Созвездие Гагарина) oraz serię melodii skomponowanych z okazji igrzysk olimpijskich w Moskwie 1980 na czele z Do widzenia Moskwo (До свиданья, Москва, до свиданья, który to utwór na uroczystości zamknięcia igrzysk olimpijskich wykonał Lew Leszczenko). Pachmutowa napisała także muzykę do licznych filmów. Wiele z tekstów do piosenek kompozytorki stworzył jej mąż Nikołaj Dobronrawow.
Od lat 60. cieszy się wielką popularnością, a do jej wielbicieli należał podobno sam Leonid Breżniew. Pachmutowa skomponowała m.in. piosenkę pt. Mała Ziemia (Малая земля) poświęconą miejscu, które stało się symbolem rzekomo bohaterskiej przeszłości Breżniewa na froncie II wojny światowej.
Została odznaczona m.in. Medalem „Sierp i Młot” Bohatera Pracy Socjalistycznej (1990), Orderem „Za zasługi dla Ojczyzny” I i II klasy (2009 i 1999), dwukrotnie Orderem Lenina (1979, 1990), dwukrotnie Orderem Czerwonego Sztandaru Pracy (1967, 1971) oraz Orderem Przyjaźni Narodów (1986). Dwukrotna laureatka Nagrody Państwowej ZSRR (1975, 1982).